# Meninges
Las meninges (del griego μῆνιγξ mēninx, ‘membrana’) son las membranas de tejido conectivo que cubren todo el sistema nervioso central, añadiéndole una protección blanda que complementa a la dura de las estructuras óseas. En los mamíferos se distinguen tres capas con dos espacios intermedios, de dentro hacia fuera:
- Piamadre es una capa delgada, muy vascularizada y en estrecho contacto con el encéfalo, siguiendo el contorno del tejido cerebral. Contiene fibroblastos similares a los de las trabéculas aracnoideas.
- Espacio subaracnoideo, que contiene líquido cefalorraquídeo y amortigua golpes, reduciendo la posibilidad de traumatismos.
- Aracnoides es una capa avascular, aunque atravesada por vasos sanguíneos hacia la piamadre. Se denomina leptomeninge al conjunto de piamadre y aracnoides.
- Espacio subdural es muy estrecho y con algo de líquido cefalorraquídeo.
- Duramadre es la capa externa.

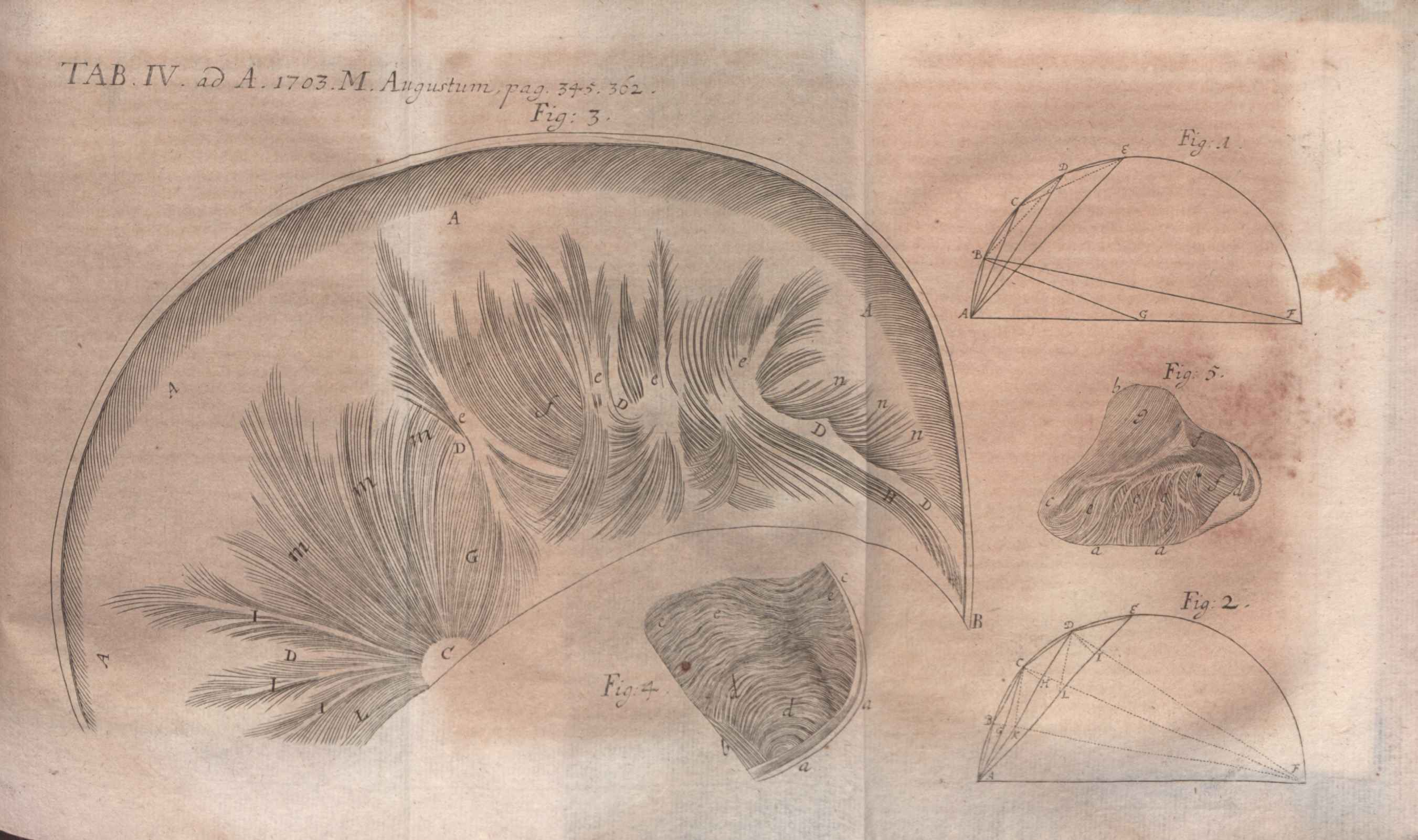
Ilustración para la revisión del trabajo de Antonio Pacchioni Disquisitio anatomicae de durae meningis ... publicado en Acta Eruditorum, 1703.

La región externa limita con el periostio en el encéfalo y con el espacio epidural en el tubo neural. A pesar de estar en estrecho contacto siempre se interpone una capa de procesos gliales.

## Función
Las meninges actúan como una barrera selectiva:
- Ataque químico: impide, a modo de filtro, la entrada de sustancias y micropartículas perjudiciales para nuestro sistema nervioso, lo que nos protege de infecciones como la encefalitis o la meningitis y del daño neurológico generado por algunas sustancias.
- Protección mecánica: el líquido cefalorraquídeo (LCR) es un líquido transparente que circula en el espacio subaracnoideo, amortiguando golpes, lubricando y nutriendo a los haces de mielina que recubren el SNC. Cumple una importantísima función al permitir que pequeños golpes en la cabeza no supongan un grave peligro para la vida del ser humano o animal.

## Relevancia médica
Cuando las meninges o el líquido cefalomedular son atacados por células (bacterias, virus, etc.) o sustancias químicas (normalmente por inoculaciones tras accidentes graves), se produce un daño, que puede ser de tipo inflamatorio o infeccioso. Esto puede provocar la meningitis, que precisa de un diagnóstico rápido y preciso para actuar en consecuencia, ya que si no, la vida del sujeto se puede ver seriamente comprometida.

## Imágenes adicionales
|                                                                     |
| Esquema de sección transversa de la médula espinal y sus membranas. |

| |
| Representación esquemática de una sección de la parte superior del cráneo, mostrando las membranas del cerebro, etc. |

- Datos: Q268930
- Multimedia: Meninges / Q268930